# Žepina
Žepína je naselje ob vzhodnem delu Celja.

## Prebivalstvo
Etnična sestava 1991:
- Slovenci: 93 (96,9 %)
- Srbi: 1 (1 %)
- Neznano: 2 (2,1 %)